# Alexi Zentner
Alexi Zentner (ur. 29 sierpnia 1973 w Kitchener w kanadyjskiej prowincji Ontario) – prozaik. Obywatel Kanady i USA.

## Biografia i twórczość
Studiował na Uniwersytecie Cornella w Ithace. Karierę pisarską łączy z działalnością dydaktyczną – prowadził zajęcia z „kreatywnego pisania” na kilku amerykańskich uniwersytetach i college'ach. Laureat nagród za opowiadania publikowane w periodykach The Atlantic Monthly, Narrative Magazine i Tin House.
W roku 2011 opublikował debiutancką powieść Dotyk (tyt. oryg. Touch), w której, sięgając po stylistykę realizmu magicznego, opisuje dzieje wyimaginowanej osady założonej przez poszukiwaczy złota w dzikich ostępach kanadyjskich lasów. Powieść doczekała się między innymi nominacji do nagród Scotiabank Giller Prize i IMPAC Dublin Literary Award.

## Dzieła

### Opowiadania
- Trapline (2008)
- Furlough (2009)

### Powieści
- Dotyk (Touch, 2011)